# アメリカ国立アレルギー・感染症研究所
アメリカ国立アレルギー・感染症研究所（アメリカこくりつアレルギー・かんせんしょうけんきゅうじょ、英: National Institute of Allergy and Infectious Diseases、NIAID）は、アメリカ合衆国の国立衛生学研究所を構成している27の研究所及びセンターの一つである。

## 新型コロナウイルスへの対応
2019新型コロナウイルスの感染拡大に対応するためワクチンの開発に着手。バイオ医薬企業のモデルナとともにmRNAワクチンの共同開発を進めた結果、2020年3月16日には治験段階に至った。
長年、所長を務めるアンソニー・ファウチは、ドナルド・トランプ大統領に対し、コロナウイルス対策などの助言をする立場にあるが関係は必ずしも良好ではない。2020年7月2日、トランプ大統領は「アメリカを多くの点で誤った方向に導いた」として所長を非難する投稿をリツイートしている。

## 歴代所長
| No. | 肖像画 | 氏名                            | 就任日        | 退任日         |
| --- | ------ | ------------------------------- | ------------- | -------------- |
| 1   |        | ビクター・H・ハース             | 1948年11月1日 | 1957年4月      |
| 2   |        | ジャスティン・M・アンドリュース | 1957年4月     | 1964年10月1日  |
| 3   |        | ドナルド・D・デイヴィス         | 1964年10月1日 | 1975年8月      |
| 4   |        | リチャード・M・クラウス         | 1975年8月     | 1984年7月      |
| 5   |        | アンソニー・ファウチ            | 1984年11月2日 | 2022年12月31日 |
| –   |        | ヒュー・オーシンクロス          | 2023年1月1日  | 2023年9月24日  |
| 6   |        | ジャンヌ・マラッツォ            | 2023年9月24日 | 現職           |